# انهض يا مغرب
انهض يا مغرب هو فيلم مغربي من إخراج نرجس النجار سنة 2006، و بطولة كل من حسن الصقلي، سهام أسيف، فاطمة هراندي، مراد الزاوي، وآخرون. يتطرق الفيلم إلى الرغبة العارمة التي اعتملت في نفوس المغاربة من أجل تنظيم كأس العالم.

## القصة
تدور قصة الفيلم حول لاعب كرم قدم سابق منسي، يعيش في جزيرة صغيرة اسمها سيدي عبد الرحمن، نسبة إلى ضريح الولي سيدي عبد الرحمن المدفون فيها، فيما الأطفال يحلمون بكرة القدم وبالرغبة في التميّز فيها، متشبثين بالرغبة في تنظيم كأس العالم في بلدهم المغرب. وهو الحلم الذي سيتحقق في نهاية الفيلم.

## طاقم التمثيل
- حسن الصقلي
- سهام أسيف
- فاطمة هراندي
- مراد الزاوي
- فاطمة الزهراء الإبراهيمي
- قاسم بنحيون
- حسن كسوس
- ليلى السليماني

## وصلات خارجية
- انهض يا مغرب على موقع IMDb (الإنجليزية)
- انهض يا مغرب على موقع ألو سيني (الفرنسية)